# Lucile Browne
Lucile Browne (18 de março de 1907 – 10 de maio de 1976) foi uma atriz estadunidense que atuou em 46 filmes entre 1927 e 1950, muitos deles seriados, e que pode ser considerada uma das primeiras rainhas dos seriados sonoros.

## Biografia
Browne nasceu em Memphis, porém cresceu em St. Petersburg, na Flórida. Trabalhou como modelo em Nova Iorque, acompanhou uma companhia de teatro até Chicago e foi para Hollywood por volta de 1930.
Uma das primeiras rainhas seriais da era sonora, Browne assinou contrato com a Fox Film em 1930, passando a atuar em vários seriados. Atuou ao lado de John Wayne nos filmes Texas Terror e Rainbow Valley.
Seu primeiro crédito foi em The Last of the Duanes, em 1930, já num papel de destaque, ao lado de Myrna Loy e George O’Brien. Em 1933, atuou na comédia musical Flying Down to Rio (Voando para o Rio), ao lado de Fred Astaire, Ginger Rogers e Dolores Del Rio, porém num papel menor, não creditado. Seu último filme foi No Sad Songs for Me, em 1950, num papel não creditado.

## Vida pessoal
Enquanto estava filmando o seriado The Airmail Mystery, em 1932, Browne conheceu seu futuro marido, o ator James Flavin, que atuou ao lado dela no seriado. Eles casaram e viveram juntos pro mais de 40 anos, e quando ele morreu, em 23 de abril de 1976, Lucile morreu 17 dias após, em 10 de maio do mesmo ano. Teve apenas um filho, William James Flavin, um professor.

## Filmografia parcial
- The Last of the Duanes (1930)
- Soup to Nuts (1930)
- Danger Island (1931)
- Girls About Town (1931)
- Battling with Buffalo Bill (1931)
- The Airmail Mystery (1932)
- The Last of the Mohicans (1932)

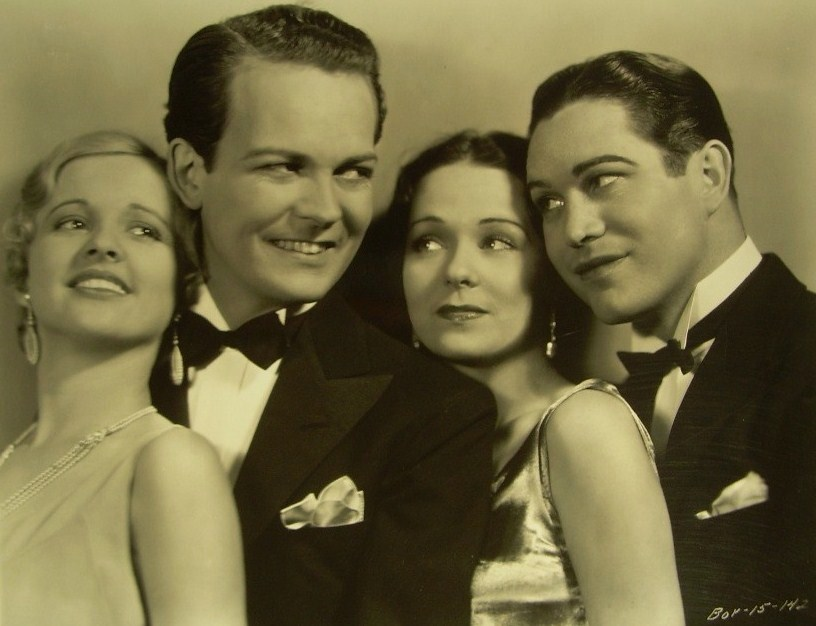
Lucile Browne, Dan Dillaway, Fifi D'Orsay e Terrance Ray em Young as You Feel.

- Flying Down to Rio (Voando para o Rio) (1933)
- Fra Diavolo (1933)
- Double Harness (1933)
- The Mystery Squadron (1933)
- The Law of the Wild  (1934)
- Texas Terror (1935)
- Rainbow Valley (1935)
- Tumbling Tumbleweeds (1935)
- Magnificent Obsession (1935)
- Once Upon a Time (1944)
- The Thin Man Goes Home (1945)
- No Sad Songs for Me (1950)